# Alsophis
Genre
Alsophis est un genre de serpents de la famille des Dipsadidae.

## Répartition
Les espèces de ce genre sont endémiques des Petites Antilles

## Liste des espèces
Selon The Reptile Database (12 août 2013) :
- Alsophis antiguae Parker, 1933
- Alsophis antillensis (Schlegel, 1837)
- Alsophis danforthi Cochran, 1938
- Alsophis manselli Parker, 1933
- Alsophis rijgersmaei Cope, 1869
- Alsophis rufiventris (Duméril, Bibron & Duméril, 1854)
- Alsophis sajdaki Henderson, 1990
- Alsophis sanctonum Barbour, 1915
- Alsophis sibonius Cope, 1879
- †Alsophis ater

## Publication originale
- Fitzinger, 1843 : Systema Reptilium, fasciculus primus, Amblyglossae. Braumüller et Seidel, Wien, p. 1-106 (texte intégral).